# Hildegard Wondratsch
Hildegard „Hilde“ Wondratsch (* 28. August 1921 in Brüx; † 17. November 2020) war eine österreichische Politikerin der Sozialdemokratischen Partei Österreichs (SPÖ). Sie war von 1978 bis 1986 Abgeordnete zum Wiener Landtag und Mitglied des Wiener Gemeinderates.

## Leben
Hildegard Wondratsch begann ein Studium in Prag, das sie am Ende des Zweiten Weltkrieges aufgrund der Flucht nach Österreich abbrechen musste. 2001 schloss sie im Alter von 80 Jahren an der Universität Wien ein Studium mit einer Diplomarbeit zum Thema Die Einstellung der österreichischen Sozialdemokratie zur Familie: von der Ideologie der Anfangsjahre bis zur Familienpolitik des Roten Wien als Magistra ab.
Von 1972 bis 1978 gehörte sie als Bezirksrätin der Bezirksvertretung im 20. Wiener Gemeindebezirk Brigittenau an. Nach der Landtags- und Gemeinderatswahl in Wien 1978 zog sie mit Beginn der 12. Wahlperiode am 13. November 1978 in den Wiener Landtag und Gemeinderat ein, dem sie auch in der folgenden 13. Wahlperiode angehörte. Mit 23. Oktober 1986 schied sie aus dem Landtag aus. 1986 wurde ihr das Goldene Ehrenzeichen für Verdienste um das Land Wien verliehen. Themenschwerpunkte ihrer politischen Arbeit waren die Stellung von Frauen in der Gesellschaft, soziale Fragen sowie Kultur und Wissenschaft.
Hildegard Wondratsch starb im November 2020 im Alter von 99 Jahren. Sie wurde am Baumgartner Friedhof bestattet.

## Auszeichnungen
- 1986: Goldenes Ehrenzeichen für Verdienste um das Land Wien[1]

## Publikationen
- 2002: Sozialdemokratie – Frau – Familie: wie es in Österreich begann, Peter-Lang-Verlagsgruppe, Frankfurt am Main/Berlin/Bern/Bruxelles/New York/Oxford/Wien 2002, ISBN 978-3-631-38606-4